# 前田卓郎
前田 卓郎（まえだ たくろう、1947年 - ）は、日本の教育者。希学園設立者。

## 概要
浜学園に勤務していたが、講師、アルバイトなどのスタッフの人事方針をめぐり対立し、独立。

## 経歴
- 1947年 - 兵庫県尼崎市生まれ
- 1966年 - 兵庫県立尼崎高等学校卒業
- 1970年 - 大阪大学理学部卒業
- 1975年 - 大阪大学大学院博士課程修了
- 1975年 - 大阪歯科大学に勤務。
- 1992年 - 希学園設立
- 2004年 - 希学園恵比寿教室開校。関東進出。

## 著書
- ズバピタ算数 数の規則性・場合の数（株式会社文英堂 ©前田卓郎 2004） ISBN 4-578-13019-3 C6341
- ズバピタ算数 図形（株式会社文英堂 ©前田卓郎 2001）